# Kouba
Kouba (în arabă القبة) este o comună din provincia Alger, Algeria.
Populația comunei este de 104.708 locuitori (2008).